# Akodon
Az Akodon az emlősök (Mammalia) osztályának rágcsálók (Rodentia) rendjébe, ezen belül a hörcsögfélék (Cricetidae) családjába tartozó nem.

## Tudnivalók
Az Akodon rágcsálónem az egyik legnépesebb a dél-amerikai kontinensen. A legtöbb faj az Amazonas-medencétől délre, az Andok keleti lábainál, valamint Venezuelában él. E rágcsálónem bent az Amazonas-medencében, a kontinens legdélebbi részein, valamint az Andok nyugati oldalain hiányzik. Az Akodonok előfordulási területe számos élőhelyet foglal magába, többek között trópusi és szubtrópusi esőerdőket, magashegyi legelőket és sivatagokat. Akodon fosszíliák már a késő pliocén korszakból is előkerültek.

## Rendszerezés
A nembe az alábbi 3 alnem és 42 faj tartozik:
- Akodon Meyen, 1833
  - Akodon affinis J. A. Allen, 1912
  - Akodon albiventer Thomas, 1897
  - Akodon azarae J. B. Fischer, 1829
  - Akodon boliviensis Meyen, 1833 - típusfaj
  - Akodon cursor Winge, 1887
  - Akodon dayi Osgood, 1916
  - Akodon dolores Thomas, 1916 - összevonták az addig önálló fajként ismert A. molinae-val Contreras, 1968
  - Akodon fumeus Thomas, 1902
  - Akodon iniscatus Thomas, 1919
  - Akodon juninensis Myers, Patton, & Smith, 1990
  - Akodon kofordi Myers & Patton, 1989
  - Akodon lindberghi Hershkovitz, 1990
  - Akodon lutescens J. A. Allen, 1901
  - Akodon mollis Thomas, 1894
  - Akodon montensis Thomas, 1913
  - Akodon mystax Hershkovitz, 1998
  - Akodon neocenus Thomas, 1919
  - Akodon orophilus Osgood, 1913
  - Akodon paranaensis Christoff, Fagundes, Sbalqueiro, Mattevi, & Yonenaga-Yassuda, 2000
  - Akodon pervalens Thomas, 1925
  - Akodon reigi González, Langguth, & Oliveira, 1998
  - Akodon sanctipaulensis Hershkovitz, 1990
  - Akodon serrensis Thomas, 1902
  - Akodon simulator Thomas, 1916
  - Akodon spegazzinii Thomas, 1897 - összevonták az addig önálló fajokként ismert A. leucolimnaeus-szal és A. oenos-szal
  - Akodon subfuscus Osgood, 1944
  - Akodon surdus Thomas, 1917
  - Akodon sylvanus Thomas, 1921
  - Akodon toba Thomas, 1921
  - Akodon torques Thomas, 1917
  - Akodon varius Thomas, 1902
- Hypsimys Thomas, 1918
  - Akodon budini Thomas, 1918
  - Akodon siberiae Myers & Patton, 1989
- Microxus Thomas, 1909
  - Akodon latebricola Anthony, 1924
  - Akodon mimus Thomas, 1901
- Bizonytalan helyzetűek (az Akodon nemen belül, határozatlan alnembe helyezett fajok), 7 faj:
  - Akodon aerosus Thomas, 1913
  - Akodon bogotensis Thomas, 1895
  - Akodon caenosus Thomas, 1918 - 2010-ig azonosnak tartották az A. lutescens-szel; továbbá az A. aliquantulus-t manapság összevonták vele
  - Akodon glaucinus Thomas, 1919 - 2008-ig azonosnak tartották az A. simulator-ral
  - Akodon philipmyersi Pardiñas, D'Elia, Cirignoli, Suarez, 2005
  - Akodon polopi Jayat et al., 2010 - összevonták az addig önálló fajokként ismert A. viridescens-szel
  - Akodon tartareus Thomas, 1919 - 2008-ig azonosnak tartották az A. simulator-ral

### Fordítás
- Ez a szócikk részben vagy egészben  az   Akodon című angol Wikipédia-szócikk ezen változatának fordításán alapul.  Az eredeti cikk szerkesztőit annak laptörténete sorolja fel. Ez a jelzés csupán a megfogalmazás eredetét és a szerzői jogokat jelzi, nem szolgál a cikkben szereplő információk forrásmegjelöléseként.